# Автоматизация управления персоналом
Автоматизация управления персоналом — (англ. HRIS – human resources information system, HRMS – human resources management system) — деятельность по разработке, внедрению и администрированию программного обеспечения для управления человеческими ресурсами, нацеленные на автоматизацию функций кадровых служб и информационное обеспечения деятельности организации.
HRM-система (HCM-система, кадровая система) — тиражируемое или заказное прикладное программное обеспечение для автоматизации управления персоналом; зачастую автоматизация управления персоналом реализуется специализированными модулями какой-либо ERP-системы.
Базовые функции, подлежащие автоматизации — кадровое делопроизводство и расчёт заработной платы (как постоянной части, так и премий, бонусов, прочих компенсаций). Современные системы позволяют автоматизировать следующие ключевые процессы кадрового делопроизводства: ведение карточек сотрудников, учёт рабочего времени, учёт отсутствия (планирование отпусков, учёт больничных, отгулов), а также построить и визуализировать оргструктуру и штатное расписание. Цель автоматизации этих процессов — в высвобождении рабочего времени и облегчении понимания процессов сотрудниками. Также позволяет отслеживать этапы процесса принятия тех или иных решений. Например, подтверждение отпуска и выплату отпускных, изменение должностных обязанностей, изменение структуры организации..
Дополнительные функции развития вокруг концепций управления талантами и развития кадрового потенциала), среди автоматизируемых процессов в этих направлениях — поиск и подбор персонала, адаптация сотрудников, обучение и развитие сотрудников, управление эффективностью сотрудников, управление навыками и компетенциями, планирование карьеры, компенсации и льготы (англ. C&B).
Иногда направлением автоматизации управления персоналом также считается автоматизация функций управления знаниями — процессами создания, сохранения, распределения элементов интеллектуального капитала, разделяемое в свою очередь на две составляющих: сбор информации, источниками которой являются сотрудники компании, и создание знаний на основе уже имеющейся информационной базы

#### Сервисы по автоматизации управления персоналом в России
Сервисы по автоматизации управления персоналом в России становятся все более популярными среди компаний разных размеров и отраслей. Такие платформы, как HRMS (Human Resources Management System), предоставляют комплексные решения для оптимизации процессов найма, развития, мотивации и управления сотрудниками.
Одним из ключевых преимуществ автоматизации управления персоналом является повышение эффективности и снижение затрат на управление человеческими ресурсами. Сервисы предоставляют инструменты для автоматизации расчета заработной платы, анализа эффективности работы сотрудников, планирования обучения и развития персонала.
Кроме того, автоматизация управления персоналом способствует улучшению коммуникации между сотрудниками и руководством, повышает уровень удовлетворенности сотрудников и снижает текучесть кадров.
В целом, использование сервисов по автоматизации управления персоналом становится неотъемлемой частью успешного бизнеса в России, позволяя компаниям эффективно управлять своими человеческими ресурсами и достигать поставленных бизнес-целей.